# 4667 Robbiesh
4667 Robbiesh eller 1986 VC är en asteroid i huvudbältet som upptäcktes den 4 november 1986 av den australiensiske astronomen Robert H. McNaught vid Siding Spring-observatoriet. Den är uppkallad efter upptäckarens svärson, Hans-Christian Robert Wade Schmidt-Harms.
Asteroiden har en diameter på ungefär 6 kilometer.